# プロセス間通信
プロセス間通信（プロセスかんつうしん、IPC、英: interprocess communication）はコンピュータの動作において、複数プロセス（の複数スレッド）間でデータをやりとりする仕組み。通信プロセスは、同一コンピュータ内で帰結するローカル、ネットワーク接続された別のコンピュータと相互にリモート、などのほかに多様な観点で分類され、スレッド間の通信帯域幅とレイテンシや扱うデータの種類も多種多様である。メッセージパッシング、同期、共有メモリ、RPCなどのメカニズムやプリミティブがある。
プロセス間通信の目的と理由は
- 情報の共有
- 計算の高速化
- モジュール性の向上
- 利便性
- 特権分離（英語版）

であり、「スレッド間通信」や「アプリケーション間通信」と呼ぶこともある。
IPCとアドレス空間のコンセプトの組合せは、アドレス空間分離の基盤である。

## 主なIPC技法
| 技法                                  | 提供しているオペレーティングシステムや環境                                                        |
| ------------------------------------- | ------------------------------------------------------------------------------------------------- |
| ファイル                              | 多くのOS                                                                                          |
| シグナル                              | 多くのOS。WindowsではCのランタイムライブラリでのみ実装しており、IPCとしての利用は推奨していない。 |
| メッセージキュー                      | 多くのOS                                                                                          |
| ソケット                              | 多くのOS                                                                                          |
| UNIXドメインソケット                  | POSIX準拠システム                                                                                 |
| パイプ                                | POSIX準拠システム、Windows                                                                        |
| 名前付きパイプ                        | POSIX準拠システム、Windows                                                                        |
| セマフォ                              | POSIX準拠システム、Windows                                                                        |
| 共有メモリ                            | POSIX準拠システム、Windows                                                                        |
| メモリマップトファイル                | POSIX準拠システム、Windows                                                                        |
| メッセージパッシング (shared nothing) | MPI パラダイム、Java RMI、CORBA、MSMQ, MailSlot、QNX、その他                                      |
| Binder                                | Android                                                                                           |

## 実装例
IPCとして使われているAPIはいくつかある。プラットフォームに依存しない主なAPIの例を挙げる。
- 無名パイプ（英語版）と名前付きパイプ
- Common Object Request Broker Architecture (CORBA)
- Freedesktop.orgのD-Bus
- Distributed Computing Environment (DCE)
- メッセージバス (Mbus) - RFC 3259 にて規定
- MCAPI (Multicore Communications API)
- Lightweight Communications and Marshalling (LCM)
- ONC RPC
- UNIXドメインソケット
- XML: XML-RPC や SOAP
- JSON: JSON-RPC
- Thrift
- TIPC (TIPC)
- ZeroCの Internet Communications Engine (ICE)

以下は、プラットフォーム固有またはプログラミング言語固有のAPIの例である。
- Appleの Apple event（従来は Interapplication Communications、IAC と呼ばれていた）
- Eneaの LINX - Linux向け（オープンソース）と Enea OSE で動作するバージョンがある。
- CMUによるIPC実装[2]
- Javaの Remote Method Invocation (RMI)
- KDEの Desktop Communications Protocol (DCOP)
- Libt2n - Linux上のC++でのみ動作。複雑なオブジェクトや例外を扱える。
- Machカーネルの Mach ポート
- マイクロソフトの ActiveX、Component Object Model (COM)、Microsoft Transaction Server (COM+)、Distributed Component Object Model (DCOM)、動的データ交換 (DDE)、Object Linking and Embedding (OLE)、匿名パイプ（英語版）、名前付きパイプ、Local Procedure Call（英語版）、MailSlot（英語版）、メッセージループ（英語版）、MSRPC（英語版）、.NET Remoting、Windows Communication Foundation (WCF)
- ノベルの SPX
- PHPのセッション
- POSIX: mmap、メッセージキュー、セマフォ、共有メモリ
- RISC OSのメッセージ
- Solaris Doors
- System V: メッセージキュー、セマフォ、共有メモリ
- Distributed Ruby
- DIPC (Distributed Inter-Process Communication) - Linux上で System V 系IPCをネットワークにまで拡張する仕組み
- OpenBinder - BeOSが起源で、最近ではAndroidで使われている。
- Solace Systems の IPC Shared Memory Messaging[3]
- QNXのPPS (Persistant Publish/Subscribe) サービス
- SIMPL (Synchronous Interprocess Messaging Project for Linux) - QNX風IPCをLinuxに実装するプロジェクト